# Read the Bills Act
Read the Bills Act ( RTBA ) è una proposta di legge statunitense attraverso cui si chiede al Congresso degli Stati Uniti la lettura del contenuto di ogni legge approvata dal Parlamento Federale. È stata proposta nel 2006 dalla Downsize DC, un'organizzazione no profit impegnata nella riduzione del potere del Governo Federale, ed è una risposta alla consolidata pratica del Congresso di approvare leggi lunghe migliaia di pagine senza che nemmeno i membri incaricati di votarle ne ricevano una copia per leggerle. 
Il senatore Rand Paul (Repubblicano eletto per il Kentucky) ha dichiarato il suo sostegno alla proposta nel novembre 2010. Il senatore ha poi continuato a sponsorizzare e a proporre il disegno di legge nel 112º congresso il 28 giugno 2012. 
In modo simile, una proposta di legge soprannominata anch'essa "Read the Bill Act" richiede che i disegni di legge vengano resi pubblici almeno 72 ore prima di essere discussi dal Congresso. La proposta è sostenuta dal sito ReadTheBill.org (parte dell'organizzazione Sunlight Foundation) e ha come obiettivo l'aumento della trasparenza dei politici. La legge è stata approvata alla Camera dei Rappresentanti nel 2009 e al Senato nel 2011, con alcune piccole differenze tra le due Camere.